# インド・ヨーロッパ祖語の音韻
このページでは、インド・ヨーロッパ祖語（PIE）の音韻論について解説する。
PIEは記録された言語ではないが、ヒッタイト語・サンスクリット語・古典ギリシャ語・ラテン語などの、最も古い印欧語や現在の印欧語の類似点と相違点から言語学的に再構（復元）することができる。PIEの音韻体系（分節音、あるいは伝統的音韻論における音素）の大筋の再構には、論争が起こる領域は残っているが、殆ど議論の余地が無い。母音・いわゆる喉音・口蓋化軟口蓋音と平軟口蓋音（plain velar）・有声音と有声帯気音に関しては、PIEの音声学的見解を確立することが難しい。

## 音素目録
インド・ヨーロッパ祖語には伝統的に以下の音素が再構される。多種多様な印欧諸語にどのようにこれらの音素が写映したのかについては、インド・ヨーロッパ語族の音韻法則（英語版）を参照。

### 子音
|        |          | 唇音 | 舌頂音 | 舌背音     | 舌背音 | 舌背音 | 「喉音」      |
| 口蓋化 | 平       | 唇音 | 舌頂音 | 両唇軟口蓋 |        |        | 「喉音」      |
| ------ | -------- | ---- | ------ | ---------- | ------ | ------ | ------------- |
| 鼻音   | 鼻音     | *m   | *n     |            |        |        |               |
| 破裂音 | 無声     | *p   | *t     | *ḱ         | *k     | *kʷ    |               |
| 破裂音 | 有声     | (*b) | *d     | *ǵ         | *g     | *gʷ    |               |
| 破裂音 | 有声帯気 | *bʰ  | *dʰ    | *ǵʰ        | *gʰ    | *gʷʰ   |               |
| 摩擦音 | 摩擦音   |      | *s     |            |        |        | *h₁, *h₂, *h₃ |
| 流音   | 流音     |      | *r, *l |            |        |        |               |
| 半母音 | 半母音   |      |        | *y         |        | *w     |               |

表は現代の出版物において最も一般的な表記法による。⟨ʰ⟩ は帯気音、⟨ʷ⟩ は唇音化を示す。*y は口蓋化した半母音に対応し、IPAへの転写は [j] である。（円唇前舌狭母音ではない）

#### 破裂音系列
かつては破裂音に無声無気音・無声帯気音・有声無気音・有声帯気音の四つの系列が再構されていた。しかし無声帯気音は破裂音と喉音の子音連続として再解釈されたため、通常の再構には現在三つの系列（伝統的な音声学的説明では「無声・有声・有声帯気」）しかない。
（以下、詳細は「声門化音説（英語版）」を参照。現在は否定的な見解が大勢を占める）
しかしながら、この三系列の対立は子孫言語に見られず（サンスクリット語は無声帯気音系列を含む四系列の対立が見られる）、言語類型論的に稀である。*b が欠けているか、極めて珍しいようなことも一般的ではない。加えて、印欧語の語根には無声音と有声帯気音あるいは二つの有声音が共存することを禁止する制約がある。これらの全てから、一部の研究者は有声音を声門化音・有声帯気音を有声無気音に変更する。声門化の直接的証拠は限られているが、ゲルマン語派における無声子音の並行的改新とバルト・スラヴ語派におけるウィンターの法則を含む間接的な証拠はいくつかある。これらは摩擦音と声門化（一般的な無気有声）音がどちらも破裂音になっている。

#### 唇音化音と舌頂音
PIEの *p, *b, *bʰ は包括記号（英語版）のPでまとめられる。*bの音声的状態については論争があるが、（以下で述べる、*bel- などの少数の疑わしい語根を除いて）語頭には出現しなかったと見られる。一方、語中の *b はおもに西部の諸語派にのみ再構されており、PIEの再構に使用できるのかという有効性について疑問が投げかけられている。
何人かの研究者は*bを含む少数の語根を後の音韻変化の結果としてうまく説明しようとしている。提案されているものは以下のような発展を含む。
- *ml- > *bl-。これは疑問点のある語根である*bel「力、強さ」（>サンスクリット語 bálam, 古代ギリシャ語 beltíōn）をラテン語 melior に見られるmel-と、*méh₂lom (> ヒッタイト語 maḫla-, ラテン語 mālum, 古代ギリシャ語 mēlon)が音位転換する前の形としての仮説的なより早い段階の語根*h₂eml- > *h₂ebl-/*h₂ebōl「林檎」の変化から関連させられる。
- PIEでは *ph₃ は通常 *b を作り出す。例えば、反復現在（reduplicated stem, 訳語を知らない）の語根である *peh₃-「飲む」の*pi-ph₃-はサンスクリット語 píbatiに変化する。

最良の状態を考えても、*b は非常に周辺的な音素のままである。
通常の再構は舌頂音あるいは歯音の *t, *d, *dʰ が同定されている。これらは包括記号Tでまとめられる。

#### 舌背音
（詳細は「ケントゥム語とサテム語」を参照）
伝統的な再構によれば、カール・ブルークマンの『印欧語比較文法の基礎（英語版）』で示されたもののように三系列の軟口蓋音がPIEに再構される。
- 「口蓋化軟口蓋音」（単純に「口蓋化音」とも）*ḱ, *ǵ, *ǵʰ

（*k', *g', *g'ʰ / *k̑, *g̑, *g̑ʰ / *k̂, *ĝ, *ĝʰ のようにも書かれる）
- 「平軟口蓋音（plain velars、定訳を知らない）」（「純粋軟口蓋音（pure velars、定訳を知らない）」とも）*k, *g, *g

- 両唇軟口蓋音*kʷ, *gʷ, *gʷʰ

（*ku̯, *gu̯, *gu̯hのようにも書かれる）⟨ʷ⟩および⟨u̯⟩は軟口蓋での調音に唇音化が加わっていることを示す。
これらの三つの実際の発音はよく分からない。ある近年の説は、「口蓋化軟口蓋音」は実際にはただの軟口蓋音（*[k], *[g], *[ɡʱ]）であり、一方で「平軟口蓋音」は口蓋垂音（*[q], *[ɢ], *[ɢʱ]）あたりの更に後ろで発音されていたと主張する。もし両唇軟口蓋音が単に「平軟口蓋音」が両唇化したものであったとしたら、これらは*[qʷ], *[ɢʷ], *[ɢʷʱ]と発音されたはずだが、仮にサテム諸語が第一に口蓋化軟口蓋音を推移させてから両唇軟口蓋音と平軟口蓋音が合流したとすれば、両唇軟口蓋音が*[kʷ], *[ɡʷ], *[ɡʷʱ]であったとするのは口蓋垂説（uvular theory）においてもかんがえうる。
もうひとつの説は、PIEに軟口蓋音は二系列（平音と唇軟口蓋音）しかなく、口蓋化軟口蓋音はサテム諸語での独自の変化であるというものである。
サテム諸語では口蓋化軟口蓋音（*ḱ, *ǵ, *ǵʰ）がそれぞれの言語で多様な破擦音、もしくは歯擦音になるのと同時に両唇軟口蓋音（*kʷ, *gʷ, *gʷʰ）と平軟口蓋音（*k, *g, *gʰ）が合流するが、一部の音韻論的環境で非口蓋化が発生し、ケントゥム語の写映形がサテム語に見られることをもたらす。例えば、バルト・スラヴ語派とアルバニア語派では（後者は前舌母音が続かなければ）口蓋化軟口蓋音が共鳴音の前で非口蓋化される。サテム諸語においては一般的に平軟口蓋音と両唇軟口蓋音の写映形を区別することができないが、後続母音のu音化などによって、唇音化を喪失した痕跡を持つ単語がある。ケントゥム諸語はそれに対して口蓋化軟口蓋音が平軟口蓋音と合流する一方で両唇軟口蓋音の区別が保存されている。boukólos規則（英語版）として知られる音韻法則によればサテム諸語における非口蓋化と相似しケントゥム諸語は両唇軟口蓋音が *w（もしくはその異音 *u）に隣接したときに非唇音化を見せる。

#### 摩擦音
PIEの唯一の確実な摩擦音である *s は歯擦音であり、その音声的実現は [s] から [ɕ] あるいは [ʃ] の範囲だったと考えられる。*s には有声化した異音 *z があり、*nisdós「巣」のような単語でみられる同化に現れる。これは一部の子孫言語では音素化される。一部のPIEの語根は *s が語頭に出現する異形態を持ち、このような *s は可動的s（s-mobile，定訳を知らない）と呼ばれる。
「喉音」は摩擦音であったかもしれないが、音声的実現に関する合意は存在しない。

#### 喉音
（詳細は「喉音理論」を参照）
音素 *h₁, *h₂, *h₃と「どれか分からない喉音（“unknown laryngeal”、定訳を知らない）」（もしくは *ə₁, *ə₂, *ə₃, /ə/）の意味でも使われる包括記号Hはともに「喉音」を表す。
「喉音」という術語は音声学的描写としてもはや時代遅れであるが、現在でも慣用的に使用されている。
喉音音素の実際の音価は議論の余地があり、*h₂ が口腔内の非常に後ろで調音される摩擦音で、*h₃が後の円唇化を齎していたということが確実に言えるだけであるという慎重な説から、たとえばMeier-Brüggerの *h₁ = [h], *h₂ = [χ], *h₃ = [ɣ] もしくは [ɣʷ] が「すべての場合において正確である(“are in all probability accurate”)」という確実な説にいたるまで、正確な音価に関する多彩な提案がなされてきた。ほかの一般的な確実な根拠のない *h₁, *h₂, *h₃ の推測は、 [ʔ ʕ ʕʷ]（例：Beekes）である。Simon(2013)はヒエログリフ・ルウィ語の *19 を表す記号が /ʔa/（/a/ と区別される）を表しており、*h₁ の写映形であると主張した。これはありえるが、三つすべての喉音は最終的に声門破裂音として一部の言語でおちつく。

#### 共鳴音
PIEの音韻論において共鳴音は、他の場所だけではなく、音節核としても出現できる（つまり成節子音になる）ものを指す。
PIEの共鳴音は流音・鼻音・介音（*r, *l, *m, *n, *y (或いは*i̯), *w (或いは*u̯)で、包括記号Rでまとめられる。
全ての共鳴音に成節子音として出現するときの異音があり、一般に子音の間、子音前の語頭、子音後の語末の間で現れる。これらは *r̥, *l̥,*m̥, *n̥, *i, *u と表記され、*i と *u は音声的に確実に母音であるといっても、音韻論上は成節子音である。

#### 写映形
（詳細は「インド・ヨーロッパ語族の音韻法則」を参照）
PIEの子音が子孫言語で経験した変化の一部は以下のようなものである。
- ケルト祖語・アルバニア語派・バルト=スラヴ祖語・イラン祖語で有声帯気系列（*bʰ, *dʰ, *ǵʰ, *gʰ, *gʷʰ）が無声無気系列（*b, *d, *ǵ, *g, *gʷ）と合流した。（バルト・スラヴ祖語ではヴィンターの法則のあとにこれが発生した。ケルト祖語は*gʷʰ > *gw, *gʷ > *b を経験したため、*gʷʰ と *gʷの間の区別を保存している）
- ゲルマン祖語はグリムの法則とファーナーの法則を経験した。（無声破裂音が無声または有声の摩擦音に変化、有声無気破裂音が無声化、有声帯気破裂音が摩擦音・非帯気音化）
- グラスマンの法則（Tʰ-Tʰ > T-Tʰ、例：dʰi-dʰeh₁- > di-dʰeh₁-）とバルトロマエの法則 (TʰT > TTʰ、例：budʰ-to- > bud-dʰo-）は早い段階の子孫言語の特定の環境（contexts）における帯気音の振る舞いを記述している。

サンスクリット語とギリシャ語とゲルマン語及びある程度まではラテン語においては、破裂音の三系列（無声、有声・有声帯気）が区別されているため、PIEの子音の再構にとって最も重要である。ゲルマン語は、フェルナーの法則と（特にゴート語を除いた）両唇軟口蓋音の変化が最初期の区別を覆い隠しているが、一方、ゲルマン語はギリシャ語とサンスクリット語が被ったグラスマンの法則よる同化を経験していない。ラテン語もこれら三つの系列の区別を保存するが、*gʰ > /f/ 以外での語頭の有声帯気音の区別は殆ど曖昧であり、語中の多くの区別も崩壊している。他の諸言語は多くの環境で非両唇音化が起こりがちであるから、ギリシャ語は両唇軟口蓋音を再構するのに特に重要である。
アナトリア語派とヘレニック語派は喉音を再構するのに最も重要である。ヘレニック語派は（例えば他の多くの言語で痕跡が消滅している語の始まりなどで）喉音の痕跡を保存する一方、アナトリア語派はおおくの喉音を直截的に保存していて、喉音はほとんどの環境においてそれぞれ区別されている（いわゆる三立写映triple reflex(定訳を知らない)）。バルト・スラヴ祖語（英語版）は鋭アクセント式（“acute”, 定訳を知らない）と曲折アクセント式（“circumflex”、定訳を知らない）の母音でそれぞれが区別されているので、喉音の再構に寄与する。古アヴェスター語は喉音語幹を持つ名詞における母音交替が惹き起こした古い特徴（例えば喉音母音連続laryngeal hiatus、喉音帯気化laryngeal aspiration、喉音長音化laryngeal lengthing、全て定訳を知らない）を忠実に保存しているが、古アヴェスター語の資料は不足しているためそれほど再構に役立たない。ヴェーダ語のこれらの保存はこれと比べてあまり忠実ではないが、厖大な資料はしばしば再構に寄与する。

### 母音
|          | 長短   | 前舌 | 後舌 |
| 半狭母音 | 短母音 | *e   | *o   |
| 半狭母音 | 長母音 | *eː  | *oː  |

PIEにいくつの母音があったのか、更には何を母音であると見做すかについては論争がある。一般に少なくとも四つの分節音が存在したことに合意がなされており、通常これらは *e, *o / *ē, *ō と書かれる。これらの全ては形態論的にさまざまな範囲で条件付けられている。二つの長母音は短母音よりも出現が一般的ではなく、これらの形態論的条件付は特に強く、更に早い段階では長短の対立が存在しなかったかもしれないことを示唆するため、この体系の母音は僅か二つになる（一部の研究者によると、たった一母音であるとすら言うことができる）。
表層的な母音である *i と *u は極めて一般的であり、成節共鳴音である *r̥, *l̥, *m̥, *n̥ も存在するが、これらのすべては成節的な環境で共鳴音 *y, *w, *r, *l, *m, *n と交替する。例えば、*u を持つ PIE *yugóm「yoke(くびき)」は、*w を持つ動詞 *yewg- 「くびきをかける、馬具を付ける、加える(to yoke, harness, join)」に出現する。
同様にPIEの *dóru「木、木材(tree, wood)」には属格単数の *dréws と 与格複数の *drúmos が再構される。一部の著者（例：Ringe (2006))は、非交替音素 *u の弱い証拠と同様に、交替音素 *y に加えて非交替音素 *i を再構する確実な証拠があると主張している。更に、すべての子孫言語は分節音 *a を持っており、また *i, *u, *a には一般に長母音がある。20世紀中盤まで、PIEにはこれらのすべての母音が再構されていた。しかしながら現代的な再構は喉音理論を組み込んでおり、これらの母音はPIEの喉音 *h₁, *h₂, *h₃ として再構され後に変化したものと見做される傾向がある。例えば、PIE *ā としてかつて再構された母音は現在 *eh₂ として再構され、*ī, *ū は *iH, *uH と再構される。（喉音でも述べたが、*H は任意の喉音を指す）
*a には「成節」[H̥]（任意の母音に隣接しない喉音）から「a音化する」喉音に続く *e （*h₂e）の間のさまざまな起源が存在する。（これらについては音声的にはPIEで [a] を含んでいたかもしれないが、独立した音素ではなく、*e の異音であったろう）
しかし一部の研究者は、独立した音素 *a が再構されなければならないと主張していて、それはどの喉音にもさかのぼれない。
任意の共鳴子音は複雑な音節核の二番目の部分を形成することが可能であり、全ての母音（すなわち *e, *o, *ē, *ō）について二重母音を形成する（例：*ey, *oy, *ēy, *ōy, *ew, *ow, *em, *en、など）。
PIEが語頭の母音を禁じていたことは一般に合意を得ており、かつての再構で語頭の母音が想定されていた単語はすべて三つの喉音のどれかで始まる単語として再構されている。これらの喉音はヒッタイト語で母音の前を除いて（可能な環境であれば音変化を惹き起こしたあとに）すべての子孫言語で消滅した。

#### /a/
PIEは少数の形態論的に孤立した状態にある、 *a（*dap- 「犠牲(sacrifice)」>ラテン語daps, 古代ギリシャ語 dapánē, 古アイルランド語 dúas）や二重母音の最初の部分として同様に孤立した *ay （「左(left)」> ラテン語 laevus, 古代ギリシャ語 laiós, 古教会スラヴ lěvъ）を持つ単語があったことがありえる。*a の音声的状態は頻繁に議論され、Beekesは「それゆえ PIE の音素 *a の根拠はどこにもない（“There are thus no grounds for PIE phoneme *a”）」と結論づけ、彼のかつての研究生であるAlexander Lubotskyも同じ結論に達している。
ヒッタイト語の喉音理論の変化の発見の後は、殆ど全ての先行研究での *a の例が（それまで再構されていた短母音と長母音をそれぞれ齎す）喉音 *h₂ が伴った *e であると帰結することができた。今日まで一部のインド・ヨーロッパ語学者が支持するPIE の音素 *a の可能性に対しては、以下を言うことができる。
- *a は母音交替に参加することがない。（「実際の」PIEの母音である *e, *o, *ē, *ō とちがって他の母音と交替することがない）
- *a は接辞と語末に出現することがなく、非常にかぎられた環境にのみ出現する（通常は語頭の *k のあとで、特にこれが軟口蓋音の /q/ であったかもしれないとすると、a音化した音素の結果であった可能性がある）。
- *a が再構される単語の写映形の出現は通常少数のインド・ヨーロッパ語に限られている。例えば *bʰardʰéh₂「ひげ（beard）」は西部と北部の子孫語派に限られる。このため一部の後期インド・ヨーロッパ祖語の方言的影響、あるいは（感動詞の*way 「悲しいかな！」のような）表情豊かな特性に帰結することが可能であるから比較言語学的分析にとって適切ではない
- *a は他の言語の音声的な *a を借用したものであると主張されてきた。例：セム祖語 *θawru > PIE *táwros「オーロックス」

しかしながら、Manfred Mayrhoferのような他の研究者は *a と *ā の音素は *h₂ とは独立して存在したと主張している。これはこの音素がヒッタイト語の𒀠𒉺𒀸 (al-pa-aš, 「雲(cloud)」と 𒀜𒋫𒀸 (at-ta-aš,「父(father)」) のような喉音の欠在が確認できる写映形が見られる *albʰós「白(white)」や *átta「父(father)」のような再構において存在しているように考えられるためである。

#### 写映形
詳細は「インド・ヨーロッパ語族の音韻法則」を参照。
古代ギリシア語はPIEの初期の母音体系を最も忠実に反映しており、どの音節のPIEの母音も殆ど変化していない。しかし一部の子音特に *s, *w, *y の消失は母音連続における母音の長音化あるいは縮約の引き金を引いた。
サンスクリット語とアヴェスター語は *e, *a, *o がただひとつの母音 *a に合流しており、対応する合流が長母音で起こっている。しかし、（特にアプラウトによる）PIE の長短の違いをギリシア語よりもひときわ忠実に反映しており、ギリシア語と同じ子音消失の問題がない。さらには、*o はしばしばブルクマンの法則から再構され、*e は先行する軟口蓋音の口蓋化から再構される。（インド・イラン祖語（英語版）を参照）
ゲルマン諸語は非語頭音節の *e と *i の合流と同様に *a, *o の長短の合流が見られるが、（特にゴート語の場合は）これらはPIEの母音を再構するのに重要なことにちがいはない。バルト・スラヴ諸語は類似した短母音の *a と *o の合流があり、スラヴ諸語は *ā と *ō の合流がある。
アナトリア語とトカラ語からの証拠は保守的であるから意義深いが、しばしば解釈するのが難しく、トカラ語はとくに、複雑かつ遠大な母音の諸改新がある。
イタリック諸語とケルト諸語はどの母音でも一方的に合流してはいないが、やや使い有用性の低い（特にケルト諸語において、また早期のラテン語にける極端な母音弱化）遠大な母音の変化がある。アルバニア語とアルメニア語は比較的遅い時代に記録されており、他のインド・ヨーロッパ諸語からの烈しい借用があり、複雑かつあまり理解されていない母音の変化があるため、最も有用性が低い。
バルト・スラヴ祖語はPIEの短母音が保存されており、ゲルマン祖語でのもののような *o > *a の変化を経験している。ただし、原初の *o か *a の独自の写映形は、ウィンターの法則故に長音化された母音のような一部の環境で保持されていると提案されている。次いで、早期スラヴ祖語（英語: Early Proto-Slavic）はバルト諸語で保持されている *ō と *ā が合流した。加えて、バルト・スラヴ諸語のアクセントの違いから、後印欧祖語（英語: post-PIE）の長母音がPIEの純粋な長音化された階梯に起源があるのか、あるいは喉音の前での代償延長の結果なのかが識別される。

## アクセント
詳細は「インド・ヨーロッパ祖語のアクセント（英語版）」を参照。
PIEには自由なピッチアクセントがあり、この位置は、例えば動詞の語形変化表における単数と複数の間や、の名詞の語形変化表の主格・対格・斜格の変化などを通して、語形変化表のさまざまな部分でしばしば変化した。特に普通階梯（英: normal-grade、定訳を知らない）の母音（/e/ と /o/）とゼロ階梯の母音（つまり母音がない）において、ピッチアクセントの場所は母音交替の変形と密接に関連付けられる。
一般に、有幹母音名詞（英: thematic noun、定訳を知らない）と有幹母音動詞（英: thematic verb、定訳を知らない）（これらはふつう /e/ か /o/ の「語母音（英: thematic vowel）」が語根と語尾の間にある）には固定アクセントがあり、これは（特定の名詞・動詞に依存して）語根あるいは語末のどちらかに存在することができる。これらの単語にも語形変化表の中では母音交替の変異がない。（ただし、アクセントと母音交替はなお関連付けて考えられており、例えば語根アクセントのある有幹母音動詞はその語根にe階梯の母音交替がありがちである一方で、これらの語尾アクセントはその語根においてゼロ階梯の母音交替がありがちである）
一方、無幹母音名詞（英: athematic noun、定訳を知らない）と無幹母音動詞（英: athematic verb、定訳を知らない）は通常、可動アクセントを持ち、語根アクセント、語根内の完全な階梯の強形（たとえば動詞の能動態単数、名詞の主格・対格）と、アクセントの終わりと語根内のゼロ階梯の弱形（例えば動詞の能動態複数と中動態の全ての活用形、名詞の斜格）のさまざまな形で変化した。一方で一部の名詞と動詞には異なるパターンがあり、長音化した階梯と完全な階梯の間で母音交替の変異があり、ほとんどが語根のアクセントが固定されており、これらは（ヨハンナ・ナルテンの名から）ナルテン語幹（英: Narten stem、定訳を知らない）と名付けられている。さらなるパターンは名詞と動詞に存在する。たとえば、一部の（もっとも古い名詞の屈折類の一つであるいわゆる初音節固定名詞（英: acrostatic noun、定訳を知らない））名詞には語根にo階梯とe階梯の間での母音交替の変異のある固定アクセントがある一方で、後部移動名詞（hysterodynamic noun、定訳を知らない）は接尾辞での母音交替の変異に対応する語尾と接尾辞の間で変動する可動アクセントを持つゼロ階梯語根がある。
ヴェーダ・サンスクリット語と（名詞の場合は）古代ギリシア語に最もよくアクセントは保存されている。さらにこれもバルト・スラヴ諸語のアクセントのパターンにいくらか反映している。これは他のインド・ヨーロッパ諸語での一部の現象、特にゲルマン諸語でのヴェルナーの法則の変異に間接的に例証されるが、たとえばイタリック諸語やケルト諸語のような他の言語では跡形もなく失われている。現代ギリシア語、バルト・スラヴ諸語と（いくらかの部分で）アイスランド語の他には、どの言語にもPIEのアクセントの痕跡が殆ど残っていない。

## 音韻規則
いくつもの音韻規則が印欧祖語に再構できる。そのうちの一部は「PIEに固有」であることが有効なのかについて議論されていて、子孫語派の一部での後の改新であると主張されている。そのうちいくつかを以下で述べる。

### セメレーニの法則
（詳細は「セメレーニの法則」を参照）
語末において *s または *h₂ が母音+共鳴音の連続に続いたとき、その *s または *h₂ が脱落して代償延長を引き起こし、先行する母音が長くなった。 *-VRs, *-VRh₂ > VːR。
- *ph₂tér-s 「父(father)」 > *ph₂tḗr > 古代ギリシア語 patḗr, サンスクリット語pitā́。

この規則は後期印欧祖語の時点ではもはや機能しておらず、類推により復元されたと考えられる例が多々ある。例えば中性名詞 -men- の単数属格形は -mḗn ではなく -mén-s と再建される。これは単数主格が共鳴音で終わる男女名詞や、中性集合名詞の主対格において形態素化が行われていたためである。他の子音で終わる名詞であっても、類推によって単数主格で長母音となったものもあるが、それらは可能な限り語尾の -s を保った。例：*pṓd-s, *dyḗw-s。

### スタングの法則
（詳細は「スタングの法則」を参照）
セレメーニの法則と同様に語末の子音連続の一部を消去するが、その対象となるのは末尾から2番目の子音である。特に、母音と末尾の m で挟まれた w が消えるとき、代償延長を引き起こす。Vwm > *Vːm。
- *dyéw-m 「空（sky, acc. s.g）」 > *dyḗm > サンスクリット語 dyā́m, ラテン語 diem。
- *gʷow-m 「家畜（cattle, acc. sg.）」 > *gʷṓm > サンスクリット語 gā́m。

追加規則として h₂ をも含める学説もある。*Vh₂m > *Vːm。

### 二重子音の回避
PIEは一般にそれぞれ隣り合って二つの同じ子音が出現することを許しておらず、そのような連結を排除するために多様な規則が行われた。
二つの同じ共鳴音あるいは *s が母音に後続する連結に現れた時、二つのうち一つが削除された。加えて、もし連結が語末にあれば、先行する母音は代償延長を受けた。
- *h₁és-si 「あなたは～である(you are)」 > *h₁ési > サンスクリット語 asi, スラヴ祖語 *esi.
- *ném-mn̥ 「贈り物（gift）」 > *némn̥ > 古アイルランド語 neim.
- *h₂éws-os-s 「夜明け（dawn）」 > *h₂éwsōs > 古代ギリシア語 ēṓs.
- *dóm-m̥ 「家.対格単数（house (acc. sg.)）」 > *dṓm.

歯破裂音の連結において、挿入音の *s がそれらの間に挿入された。*h₁ed-ti 'eats' > *h₁etsti > ヒッタイト語 ezzi。
この規則は連結 *tst が（[t͡s] と発音される）z と綴られるヒッタイト語で保存されている。この連結はしばしば後の子孫（なかでもラテン語、ゲルマン語）で -ss- に単純化される。サンスクリット語はバルトロマエの法則が代わりに優先されるためこの規則を持たないが、イラン諸語では出現する。
- *h₁ed-ti 「食べる.三人称（eats）」> サンスクリット語 átti
- *bʰudʰ-to-s > サンスクリット語 buddhá, しかし アヴェスター語 busta.

共鳴音が歯音連結に先行すれば、歯音の一つは削除された。この歯音が削除された証拠は矛盾している。
- *sed-tlo- 「座らせる（seat）」>（第二歯音削除） *sedlo- > ゴート語 sitls, ラテン語 sella, 古代ギリシア語 sedlon.
- *méd-tro- 「測る（measure）」>（第一歯音削除）*métro- > 古代ギリシア語 métron.
- *h₁éd-tro- 「栄養（nourishment）」>（第一歯音削除） *h₁etro- > サンスクリット語 átra.

### バルトロマエの法則
（詳細は「バルトロマエの法則」を参照）
バルトロマエの法則は、帯気閉鎖音と無気閉鎖音の連続に伴い、全体が帯気化する同化規則を指す。例：TʰT > TTʰ。
- *bʰudʰ-to-s > *bʰud-dʰo-s > (グラスマンの法則により) サンスクリット語 buddhá.

この法則はインド・イラン語派において保存され、共時的規則として機能している。他にも古代ギリシア語やゲルマン語派、またおそらくラテン語でもその痕跡が見られる。

### ジープスの法則
ジープスの法則は可動s（英: mobile-s、定訳を知らない）の特徴に関連付けられる。これが有声または帯気破裂音で始まる語根に付加されたときはいつでも、その破裂音は無声化した。もしこの破裂音が帯気化されていれば、これは一部の語派で帯気性を保持したかもしれない。例えば、
- *bʰr̥Hg- > ラテン語 fragor, しかし *sbʰr̥Hg- > *sp(ʰ)r̥Hg- > サンスクリット語 sphūrjati

### ソーン連結
ソーン連結（英: Thorn cluster）は歯破裂音が軟口蓋音に先行する全ての連結のことである。アナトリア語派とトカラ語派以外の印欧語の語派では、ソーン連結は音位転換を経験し、多くは、歯破裂音は歯擦音化する。例えば、名詞 *dʰéǵʰ-ōm、属格 *dʰǵʰ-m-és の場合、ヒッタイト語に tēkan, tagnās, dagān がありトカラ語Aに tkaṃ, tkan-があるが、これらの形態はサンスクリット語 kṣā́ḥ と古典ギリシア語 khthṓn として出現する。サンスクリット語は連結 *kt が kṣ になる歯擦音化を経験する一方で、ギリシア語は音位転換のみである。
以下の事例は一部の音位転換の可能な結果を例証する。
- *h₂ŕ̥tḱos 「熊（bear）」> ヒッタイト語 ḫartaggas /ḫartkas/, しかしラテン語 ursus, 古代ギリシア語 árktos, サンスクリット語 ṛ́kṣas.
- *dʰgʷʰítis 「衰える、傾く、滅ぶ（decaying, decline, ruin）」> 古代ギリシア語 phthísis, サンスクリット語 kṣítis, もしかしたら ラテン語 sitis
- 音位転換された形も、音位転換されなかった形も語根 *dʰégʷʰ（「燃える（burn）」、英語 day もこれに由来。サンスクリット語 'dáhati'「燃やされている（is being burnt）」< *dʰégʷʰ-e-、 'kṣā́yat'「燃える.三人称（burns）」< *dʰgʷʰ-éh₁-）では異なる母音交替階梯で生き残っている。

ソーン連結はインド・イラン語派の舌背音を伴った連結における歯擦音が例外的に他の一部の語派（特にヘレニック諸語）での舌頂破裂音に対応する一部の同根語の集合の再構の問題を呈する。上述の「熊（Bear）」と「衰える（decaying）」は一例であり、サンスクリット語の tákṣan 「職人（artisan）」とギリシア語 téktōn 「大工（carpenter）」も一例である。喉音理論の場合においてそうであるように、これらの同根語の集合はアナトリア語派とトカラ語派がPIEに結び付けられる前に指摘され、早い段階の再構では子音の新たな系列をこの対応の説明のために仮定していた。ブルークマン（1897）は体系的な説明から、PIEの子音体系に舌背音に伴った子音連結においてのみ、（どこにも直截に例証されない）歯間音の系列（*kþ *kʰþʰ *gð *gʰðʰ）を加えた。文字ソーン（⟨þ⟩）の使用によってこのグループは「ソーン連結」と名付けられた。
すでに見たように、アナトリア語派とトカラ語派の証拠によってソーン連結の最初の形は、実際には *TK であって、そのためアナトリア語派とトカラ語派の外での発展が音位転換を伴っていたことが示唆される。従来的な *þ *ð *ðʰ の表記はこれらの音位転換された連結の二次的な要素としていまだ見いだされており、その上、Fortsonを含んで、この歯間摩擦音はPIEの同じ段階に想定される。ある代替的な解釈（例：Vennemann 1989, Schindler 1991 (非公式、未出版)）ではこれらの分節音を歯茎破擦音と同定する。ある見解では、ソーン連結は TK > TsK > KTs のように発展した後、子孫言語で多様に変化したとされる。これは上述の、どの破裂音の前でも歯破裂音の破擦音化の適用がその後広がった、歯破裂音の歯擦音化の規則で第一の変化が同定できるという利点を持つ。Melchertは楔形文字ルウィ語の恐らく[ind͡zɡan]の「埋葬（inhumation）」は *h₁en dʰǵʰōm 「土の中で（in the earth）」この過程の中間段階を保存したものであると解釈している。

### 喉音削除規則
ひとたび喉音理論が発展して、喉音の音韻変化の規則が働くと、とりわけ非語頭に起こる「成節喉音（英: “syllabic laryngeals”）」（以前の「インド・ゲルマン語の曖昧母音（独: schwa indogermanicum）」）に関してはこの規則にはいくつもの例外があることが明白であった。このような成節喉音が単純に、特に子孫言語で削除されていたことは長い間提案されており、これは抜きん出て、「成節音」の /h₂/ に /a/ が期待される場所で母音を持たずにいくつもの語派（ゲルマン語派、バルト・スラヴ語派。英語 "daughter", ゴート語 daúhtar を参照）に出現するPIEの単語 *dʰugh₂tér- 「娘（daughter）」に基づいていた。

## 脚註
1. ↑  Tomic, O.M., Markedness in Synchrony and Diachrony, de Gruyter 1989, p. 99.
2. ↑  例に関してはRinge, D.A., On the Chronology of Sound Changes in Tocharian, AOS 1996, p. 152.を参照。
3. ↑  Kümmel, M.J. (2007), Konsonantenwandel. Bausteine zu einer Typologie des Lautwandels und ihre Konsequenzen für die vergleichende Rekonstruktion. Wiesbaden: Reichert. Cited in Prescott, C., Pharyngealization and the three dorsal stop series of Proto-Indo-European.
4. ↑  Meier-Brügger, Michael (2003). Indo-European Linguistics. p. 107. ISBN 3-11-017433-2.